# Max von Laue
Max Theodor Felix von Laue (9. října 1879, Pfaffendorf u Koblenze – 24. dubna 1960, Berlín) byl německý fyzik. V roce 1914 obdržel Nobelovu cenu za fyziku za objev ohybu (difrakce) rentgenových paprsků na krystalech.

## Životopis

### Mládí a studia
Narodil se v rodině právníka, otec byl zaměstnancem císařské armády, který za své služby v roce 1914 obdržel dědičný šlechtický titul. Středoškolská studia absolvoval na gymnáziu v Berlíně a Štrasburku. Hned po maturitě (její výsledky s výjimkou matematiky a fyziky nebyly nijak oslnivé) musel nastoupit vojenskou službu, ale podařilo se mu složit zkoušky pro záložní důstojníky a získal povolení studovat v zimním semestru 1898-99 na štrasburské univerzitě experimentální fyziku. Od podzimu 1899 do konce roku 1901 studoval na univerzitě v Göttingenu a stále více se zabýval matematikou a teoretickou fyzikou. Začátkem roku 1902 přestoupil na Mnichovskou univerzitu, kde ho nejvíce zaujalo fyzikální praktikum Wilhelma Röntgena. V letním semestru se zapsal na Berlínskou univerzitu. Zpočátku studoval u Maxe Plancka teoretickou optiku, termodynamiku a teorii plynů, později pod jeho vedením vypracoval disertaci o teorii interferenčních jevů na planparalelních deskách (Über die Interferenzercheinungen an planparallelen Platen). Jako doktor filozofie potom ještě pokračoval dva roky v Göttingenu, kde složil zkoušky na středoškolského profesora matematiky a fyziky. 

### Akademická kariéra
Na podzim roku 1905 přijal Laue místo asistenta na katedře teoretické fyziky u Maxe Plancka na Univerzitě v Berlíně. Kromě pedagogické činnosti se věnoval i vědecké práci - teorii relativity a využití termodynamiky v optice - a následující rok předložil habilitační práci o termodynamickém významu soudržnosti světelných vln (Über die Entropien von interfierenden Strahlenbündeln). Einsteinova teorie relativity jej zaujala natolik, že se za ním vydal do Bernu, aby s ním osobně konzultoval některé problémy této nové teorie. Byl jedním z prvních vědců, kteří teorii relativity přijali a v roce 1911 vydal obsáhlou monografii Princip relativity (Das Relativitätsprinzip), v níž zejména matematicky zpracoval široký okruh otázek, který první Einsteinova stručná práce jen naznačila nebo zcela pominula. O deset let později přidal Laue druhý díl, týkající se obecné teorie relativity (Die Relativitätstheorie). 
Z Berlína přešel Laue v roce 1909 do univerzitního Ústavu teoretické fyziky v Mnichově (Ludwig-Maximilians-Universität München), kde působil jako soukromý docent u Arnolda Sommerfelda.  Zde mělo velkou tradici studium fyzikální optiky, mineralogie a výzkum krystalů. Období let 1910-12 patřilo v jeho vědecké kariéře k nejúspěšnějším. Uskutečnil pokus, kterým byla potvrzena hypotéza krystalové mřížky a zároveň prokázána vlnová povaha rentgenového záření. Objev ohybu (difrakce) rentgenového záření na krystalu byl oceněn Nobelovou cenou za fyziku v roce 1914. Popis i důsledky historického experimentu - vznik dvou nových fyzikálních oborů, rentgenové spektroskopie a strukturální analýzy - Laue později shrnul v monografii Die Interferezen von Röntgenstrahlen (rok 1923).
V roce 1912 byl Laue jmenován mimořádným profesorem na univerzitě v Curychu a od října 1914 řádným profesorem teoretické fyziky ve Frankfurtu nad Mohanem. Na nově založené Goethově univerzitě Laue působil - s přestávkou v letech 1916 až 1918, kdy sloužil armádě ve Fyzikálním ústavu ve Würzburgu - do března 1919.

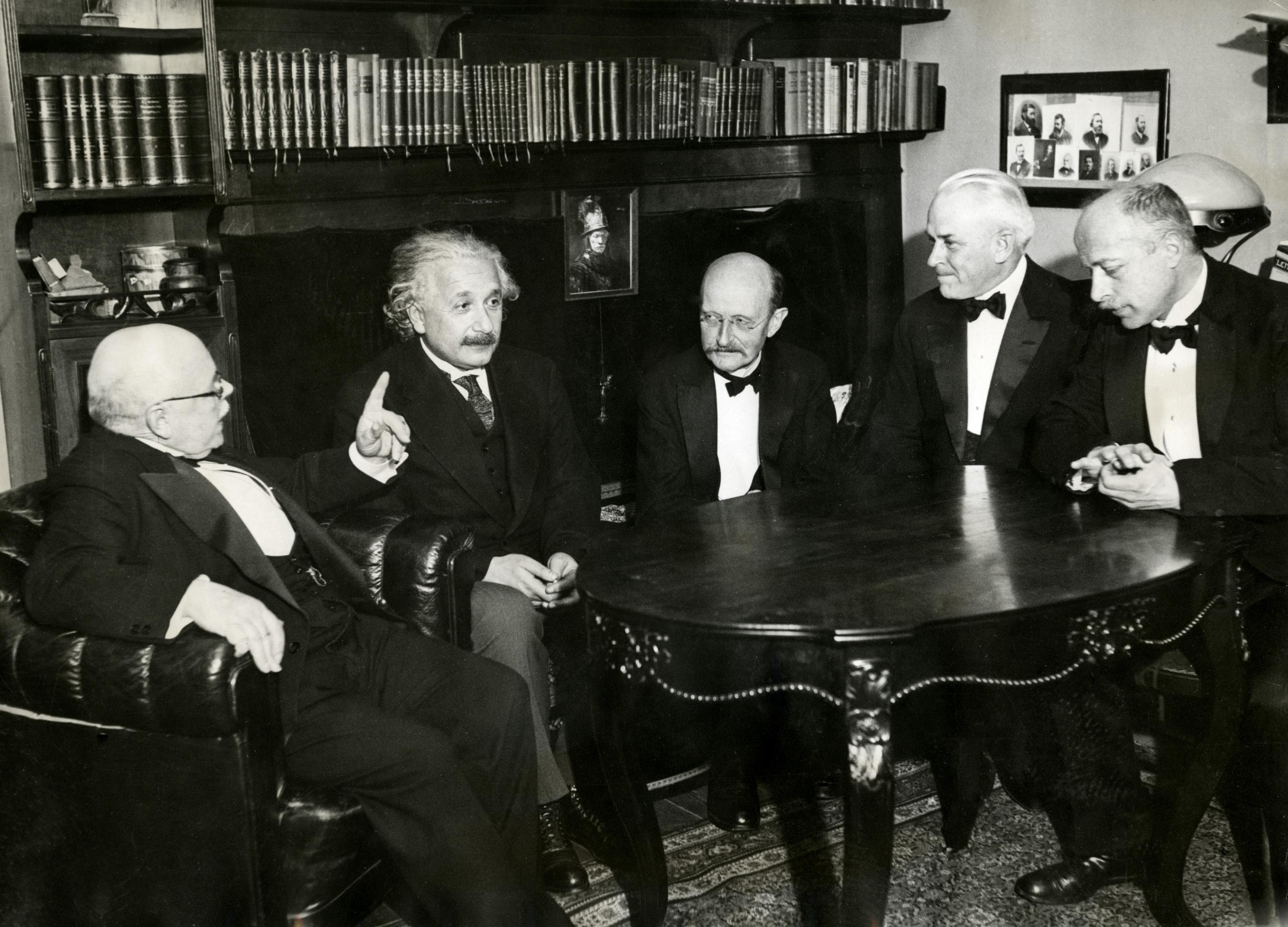
Setkání nositelů Nobelovy ceny za fyziku v roce 1931 (zleva Nernst, Einstein, Planck, Milikan, Laue)

Další léta pracoval v Berlíně, a to nejen na univerzitě jako řádný profesor teoretické fyziky, ale i v dalších vědeckých institucích (Pruská akademie věd, Fyzikální ústav císaře Viléma-KWP a Říšský fyzikálně-technický ústav v Berlíně-Charlottenburgu). Zabýval se hlavně teorií relativity a supravodivostí. Na konci druhé světové války žil v Hechingenu, kam byl evakuován Fyzikální ústav císaře Viléma. Napsal zde knihu Dějiny fyziky (Geschichte der Physik), která získala celosvětovou popularitu. Po válce byl spolu s dalšími německými fyziky internován několik měsíců v anglickém sídle Farm Hall nedaleko Cambridge.
Počátkem roku 1946 se Laue vrátil do Německa a přednášel na univerzitě v Göttingenu. Aktivně se zúčastnil budování nových vědeckých institucí v Německu. Byl v čele několika fyzikálních ústavů, napsal monografii o supravodivosti (Theorie der Supraleitung) a v dubnu 1951 přijal nabídku vést Ústav fyzikální chemie a elektrochemie společnosti Maxe Plancka v Berlíně-Dahlemu. V roce 1957 podepsal tzv. Göttingenský manifest proti jadernému zbrojení Německa. Pracoval až do konce života. Zemřel 24. dubna 1960 na následky zranění při automobilové nehodě.

## Osobní život

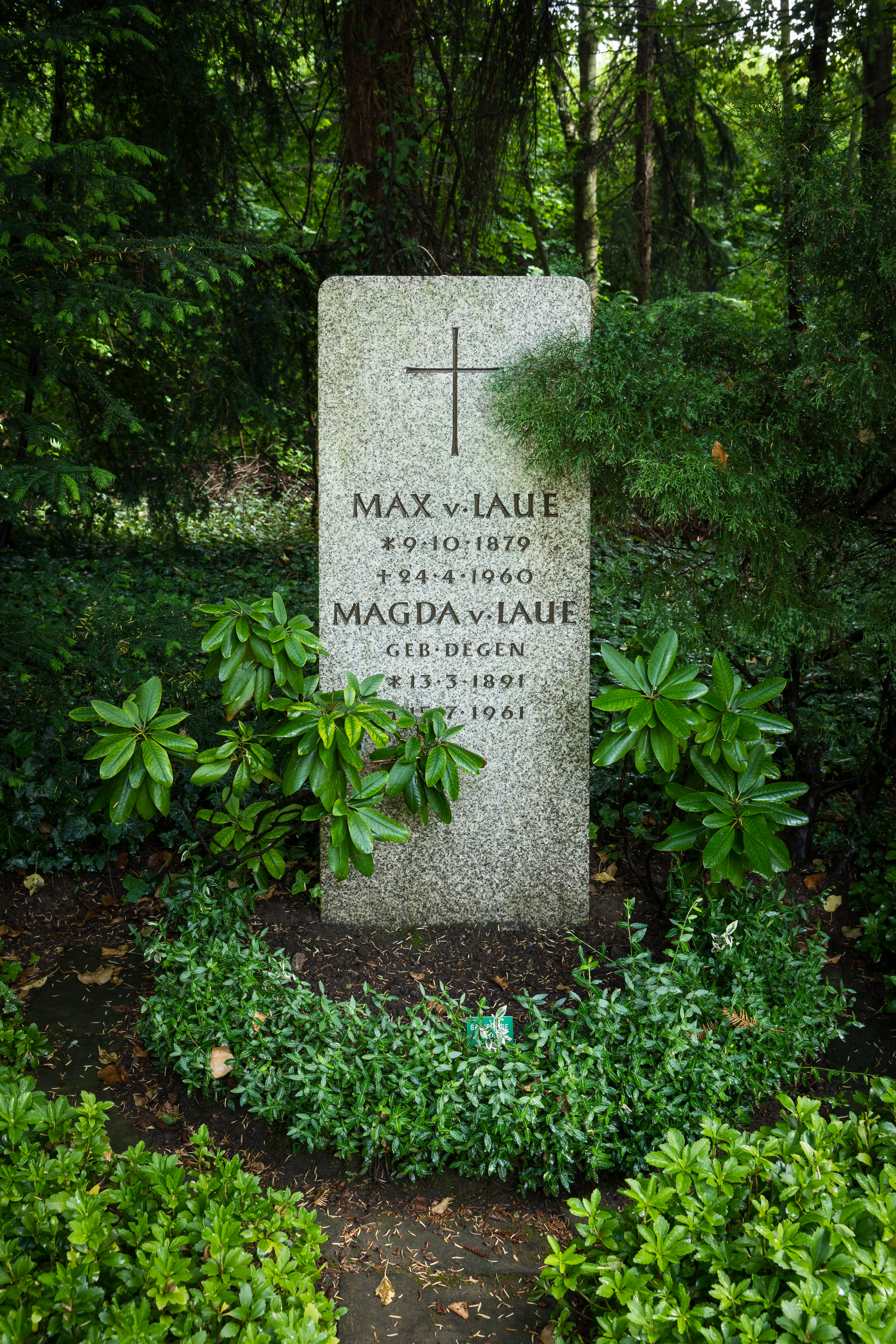
Hrob Maxe von Laue a jeho manželky v Götiingenu

Max von Laue se oženil v roce 1910 s :Magdalenou Degenovou, měli dvě děti.
Pro svůj pevný charakter, otevřenou povahu a smysl pro spravedlnost byl autoritou mezi svými současníky. Od třicátých let otevřeně vystupoval na obranu vědeckých názorů, jako např. teorie relativity, které byly tehdejším režimem odmítány. Před druhou světovou válkou pomohl řadě svých židovských kolegů a byl proto v Německu ve složité situaci. V roce 1934 bylo zamítnuto jeho jmenování členem prezídia pruské Akademie věd, v roce 1943 byl předčasně penzionován.
Mezi jeho záliby patřilo plachtění, lyžování, turistika, s přáteli rád chodil na vysokohorské túry. Zajímal se o umění, zejména klasickou hudbu. Byl vášnivým motoristou, miloval rychlou jízdu. Zpočátku vlastnil motocykl a od konce dvacátých let auto. Dobrý zdravotní stav mu dovoloval řídit i ve stáří. Dne 8. dubna 1960 se z nevyjasněné příčiny-pravděpodobně nikoli vlastní vinou-zapletl do těžké dopravní nehody na dálnici v tehdejším Západním Berlíně. O několik dní později na následky zranění zemřel.

## Ocenění
Max von Laue je nositelem Nobelovy ceny za fyziku, která mu byla udělena v roce 1914. Cenu získal za objev ohybu (difrakce) rentgenových paprsků na krystalech. Laue vyšel z předpokladu, že jsou-li atomy v krystalech uspořádány do mřížky, pak by se po jejich ozáření rentgenovými paprsky měly ukázat ohybové a interferenční jevy jako u viditelného světla na rytou optickou mřížku. Laueho myšlenku uskutečnili fyzikové Walter Fridrich a Paul Knipping. Podle Maxe Plancka to byl příklad plodné spolupráce teorie a experimentu. Sám Laue prohlásil, že tento úspěch ho nestál žádné zvláštní úsilí a cestu k němu spatřil úplně náhodou. Pro úspěch experimentu byla rozhodující Fridrichova praxe ve fotografování rentgenovými paprsky. Po několikahodinné expozici na rovinném filmu vznikl interferenční obrazec, vytvářející tzv. Laueho diagram (lauegram), který znázorňuje symetrické uspořádání atomů v krystalu.
Samotná zlatá medaile měla poněkud zvláštní osud. Před válkou byly v Německu zabavovány drahé kovy, proto Laue poslal svou medaili Nielsi Bohrovi do Dánska, aby mu ji uschoval. Když pak Němci obsadili Dánsko, Bohr s maďarským chemikem Georgem Hevesym medaili rozpustili v lučavce královské a ponechali ji v láhvi v tekutém stavu. Po válce pak zlato z roztoku vyloučili a poslali do Stockholmu, aby na ní byl zhotoven nový nápis.
Max von Laue získal během svého života mnoho dalších ocenění. Byla mu udělena Ladenburská medaile, medaile Maxe Plancka, Helmholzova medaile a Zlatá medaile Bimala-Churn-Law z indické asociace v Kalkatě. Byl držitelem čestných doktorátů na univerzitách v Bonnu, Stuttgartu, Berlíně, Manchesteru a Chicagu, byl členem Ruské akademie a Berlínské akademie věd a mnoha dalších vědeckých společností v mnoha zemích. V roce 1952 se stal rytířem řádu Pour le Mérite, v roce 1953 získal Velký kříž s hvězdou pro federální služby a v roce 1957 mu byl udělen řád Čestné legie.